# Macellicephala longipalpa
Macellicephala longipalpa  (лат.) — вид морских многощетинковых червей семейства Polynoidae из отряда Phyllodocida.

## Распространение
Глубоководный панарктический вид. Моря Северного полушария: Западная и Восточная Гренландия, окрестности Шпицбергена, Карское море, Земля Франца-Иосифа, остров Врангеля. Macellicephala longipalpa встречается на больших глубинах — до 2245 м.

## Описание
Длина тела до 30 мм. Тело короткое и широкое, покрыто мелкими папиллами, состоит из 18 сегментов. Пальпы гладкие, удлинённые. Спину прикрывает 9 пар элитр; параподии вытянутые; неврохеты прозрачные, плоские и длинные. Многочисленные нотохеты зазубренные по всей длине. Спинные усики тонкие, по длине превосходят ширину тела. На простомиуме одна пара антенн и глаза на омматофорах. Перистомальные усики с циррофорами. Простомиум разделён медиальным желобком на две части. Параподии двуветвистые. Все щетинки (сеты) простые.
.